# Supercard of Honor X
Supercard of Honor X est un pay-per-view de catch produit par la Ring of Honor (ROH), qui est disponible uniquement en ligne. Le PPV s'est déroulé les 1er et 2 avril 2016 au Hyatt Regency Dallas de Dallas, au Texas. C'était la 10e édition de Supercard of Honor de l'histoire de la ROH.

## Contexte
Les spectacles de la Ring of Honor en paiement à la séance sont constitués de matchs aux résultats prédéterminés par les scénaristes de la ROH. Ces rencontres sont justifiées par des storylines - une rivalité avec un catcheur, la plupart du temps - ou par des qualifications survenues au cours de shows précédant l'évènement. Tous les catcheurs possèdent un gimmick, c'est-à-dire qu'ils incarnent un personnage face (gentil) ou heel (méchant), qui évolue au fil des rencontres. Un pay-per-view comme Supercard of Honor est donc un événement tournant pour les différentes storylines en cours.

### Jay Lethal vs. Lio Rush

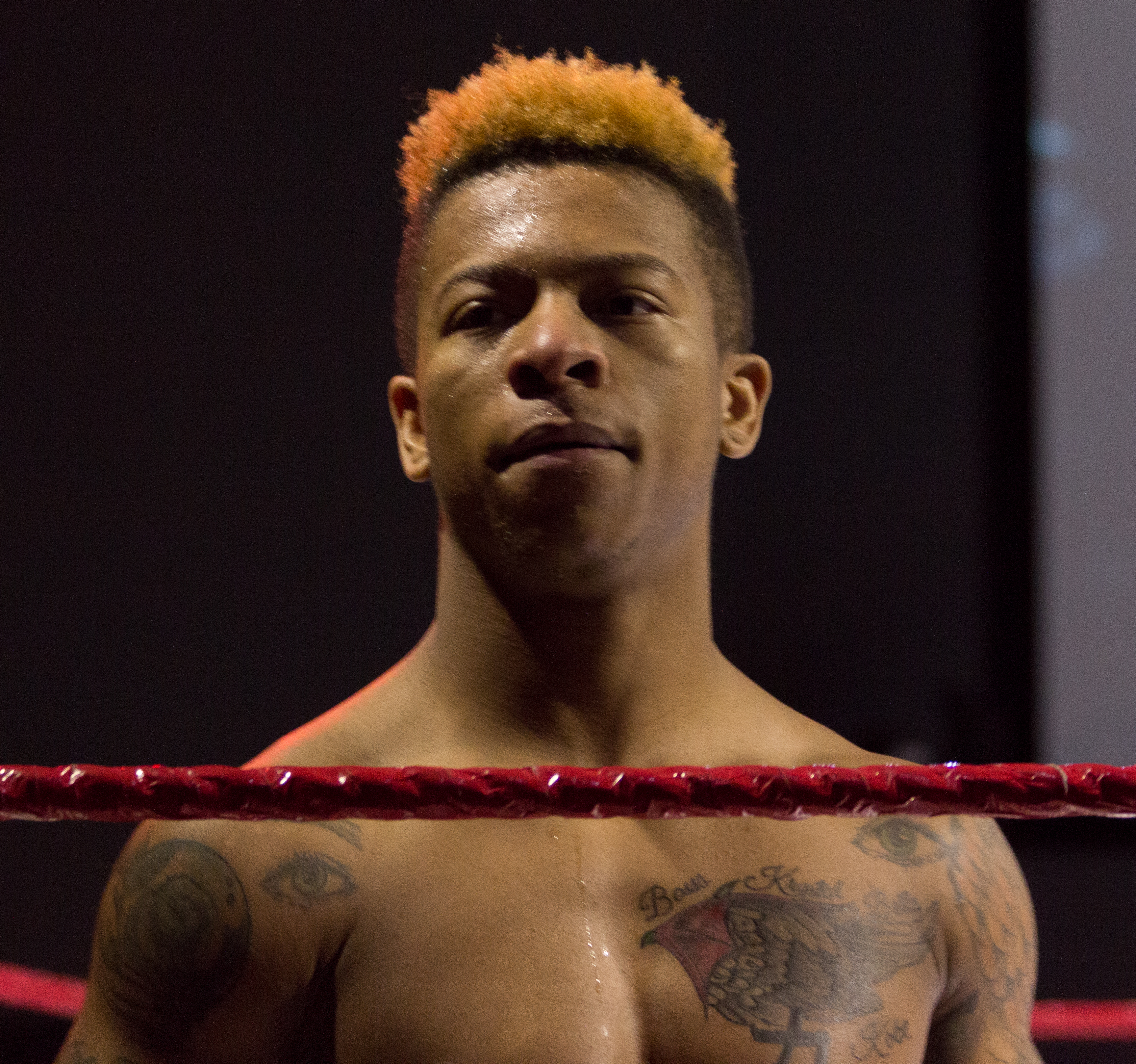
Lio Rush obtiendra une ooportunité pour le titre mondial de la ROH.

Le 6 février, Lio Rush remporte le Top Prospect Tournament 2016, lui donnant droit à un contrat et à un match de championnat pour le titre de la télévision de la ROH. Cependant, le champion de la télévision Tomohiro Ishii a des obligations avec sa fédération au Japon et ne peut défendre son titre. Le matchmaker Nigel McGuinness décide alors que Lio Rush obtiendra un match pour le titre mondial de la ROH détenu par Jay Lethal.

## Résultats

### Première soirée
| # | Matchs | Stipulation                                 | Durée |
| --- | --- | ------------------------------------------- | ----- |
| Dark | The Pretty Boy Killers (Shane Taylor et Keith Lee) battent The Get Along Gang (Mike Posey et Raphael King)                                                                              | Match par équipe                            |       |
| 1 | Bobby Fish bat Christopher Daniels | Match simple                                | 14:43 |
| 2 | Roderick Strong bat Moose (avec Stokely Hathaway) | Match simple                                | 14:25 |
| 3 | Dalton Castle (avec The Boys) bat Adam Page, Cheeseburger (en), Donovan Dijak, Frankie Kazarian et Joey Daddiego                                                                        | Six Man Mayhem match                        | 9:42  |
| 4 | Kyle O'Reilly bat Matt Sydal | Match simple                                | 16:35 |
| 5 (WOH) | Mandy León et Solo Darling battent Amber O'Neal et Deonna Purrazzo | Match par équipe                            | 8:26  |
| 6 | Adam Cole bat ACH | Match simple                                | 14:27 |
| 7 | The Briscoe Brothers (Jay Briscoe et Mark Briscoe) et War Machine (Hanson et Raymond Rowe) battent All Night Express (en) (Kenny King et Rhett Titus), Silas Young et Beer City Bruiser | Eight Tag Team match                        | 8:32  |
| 8 | Jay Lethal (c) (avec Taeler Hendrix) bat Lio Rush | Match simple pour le ROH World Championship | 19:37 |
| 9 | The Young Bucks (Nick Jackson et Matt Jackson) battent The Motor City Machine Guns (Alex Shelley et Chris Sabin)                                                                        | Tag Team match                              | 18:25 |
| (c) désigne le(s) champion(s) défendant son titre dans le match. (WOH) désigne que le combat est diffusé sur l'émission Women of Honor | |                                             |       |

### Seconde soirée
| #                                                                | Matchs | Stipulation                                                                                    | Durée |
| ---------------------------------------------------------------- | --- | ---------------------------------------------------------------------------------------------- | ----- |
| Dark                                                             | The Pretty Boy Killers (Shane Taylor et Keith Lee) battent Ken Phoenix et Shaheem Ali | Match par équipe                                                                               |       |
| 1                                                                | Jay Lethal (c) (avec Taeler Hendrix) bat Cheeseburger (en) | Match simple pour le ROH World Championship                                                    |       |
| 2                                                                | Colt Cabana bat Jay Lethal (avec Taeler Hendrix) | Match simple                                                                                   |       |
| 3                                                                | ACH et Matt Sydal battent All Night Express (en) (Kenny King et Rhett Titus) | Tag Team match                                                                                 |       |
| 4                                                                | Donovan Dijak bat Will Ferrara (en) | Match simple                                                                                   |       |
| 5                                                                | Bobby Fish bat Roderick Strong (2-1) | 2 out of 3 Falls match                                                                         |       |
| 6                                                                | War Machine (Hanson et Raymond Rowe) battent Silas Young et Beer City Bruiser | Match par équipe pour les ROH World Tag Team Championship                                      |       |
| 7                                                                | Dalton Castle (avec The Boys) bat B.J. Whitmer | Match simple                                                                                   |       |
| 8                                                                | The Briscoe Brothers (Jay Briscoe et Mark Briscoe) battent The Young Bucks (Nick Jackson et Matt Jackson), The Motor City Machine Guns (Alex Shelley et Chris Sabin) et The Addiction (Christopher Daniels et Frankie Kazarian) | Four Corners Survival Tag Team match pour être challengers aux ROH World Tag Team Championship |       |
| 9                                                                | Kyle O'Reilly bat Adam Cole | No Holds Barred match                                                                          |       |
| (c) désigne le(s) champion(s) défendant son titre dans le match. | |                                                                                                |       |